# Heliocopris atropos
Heliocopris atropos är en skalbaggsart som beskrevs av Karl Henrik Boheman 1860. Heliocopris atropos ingår i släktet Heliocopris och familjen bladhorningar. Inga underarter finns listade i Catalogue of Life.